# Černý Kříž
Černý Kříž (německy Schwarzes Kreuz) je základní sídelní jednotka obce Stožec. Nachází se v údolí Studené Vltavy v nadmořské výšce 745 m.

## Historie
Do roku 1910 v místě dnešní osady stála jen hájenka, kterou několik generací obhospodařovala rodina Paleczků. V roce 1910 zde výstavbou železniční trati vznikl železniční uzel. Jméno Černý Kříž získala stanice v roce 1924 (do té doby se jmenovala U černého kříže). Ve třicátých letech 20. století zde žily tři desítky lidí.

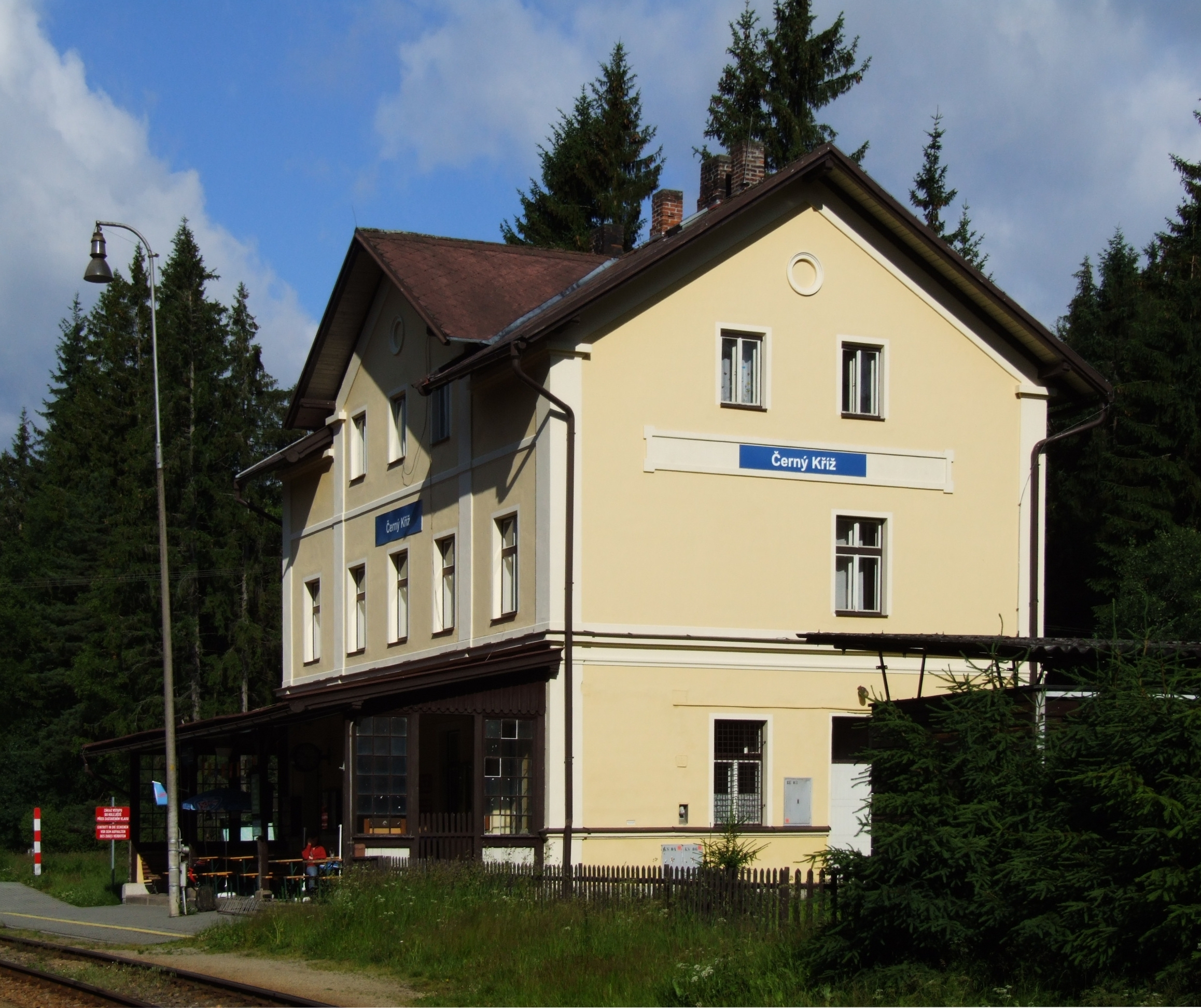
Železniční stanice Černý Kříž

## Železniční stanice
Železniční stanice Černý Kříž leží na km 61,866 železniční trati České Budějovice - Volary/Nové Údolí. Je ze tří stran obklopena lesem, po rekonstrukci v 10. letech 21. století má tři dopravní koleje, je neobsazená personálem a dálkově ovládaná z Volar.
Staniční budova na adrese Stožec 32 byla stavěna podle projektu z roku 1892 používaného při stavbě místních drah po celých Čechách (stejný projekt byl použit pro stavbu nádraží např. ve Volarech, Lenoře, Prachaticích či Volyni). Bývala zde vodárna, dřevěné skladiště a rampa.

## Pamětihodnosti
- Medvědí stezka, naučná stezka
- Přírodní památka Vltavský luh (ve východním sousedství Černého Kříže se nad soutokem Teplé a Studené Vltavy rozkládá její část zvaná Mrtvý luh)
- Přírodní památka Stožec, chránící severovýchodní partie stejnojmenné hory (1065 m)
- Přírodní památka Stožecká skála se stopami středověkého hrádku